# Baai van Roses
De Baai van Roses of de Baai van Rosas (Catalaans: Golf de Roses, Spaans: Golfo de Rosas) ligt aan de noordoostkust van het Iberisch Schiereiland aan de Middellandse Zee en behoort tot de autonome regio Catalonië. De grootste stad aan deze baai is Roses, waarnaar deze baai ook genoemd is.
Kleinere plaatsen die aan deze baai liggen zijn: Empuriabrava, Empuries, L'Escala En Sant Pere Pescador. Aan het westen van deze baai bevindt zich een vlak achterland, aan de noord- en zuidzijde bergachtig.
Dalí maakte het beroemde schilderij Christus boven de baai van Roses, hetgeen door Stockhausen werd geparafraseerd in de albumcover van zijn werk Sirius.